# Conotrachelus lepidus
Conotrachelus lepidus – gatunek chrząszcza z rodziny ryjkowcowatych.

## Zasięg występowania
Ameryka Południowa, występuje w Argentynie, Brazylii i Urugwaju.

## Budowa ciała
Przednia krawędź pokryw szersza od przedplecza. Całe ciało pokryte gęstymi włoskami; w tylnej części pokryw rzędy rzadkiej, krótkiej, białej szczecinki.
Ubarwienie ciała jasnobrązowe. W tylnej części pokryw ciemnie, nie stykające się ze sobą plamy, zaś w środkowej ich części oraz na przedpleczu pojedyncze, duże pomarańczowobrązowe pola.